# Panorama Mesdag
Panorama Mesdag is een cilindervormig panoramaschilderij van ongeveer 14 meter hoog en met een omtrek van 120 meter. Het schilderij, dat een van de oudste nog bestaande panorama's in de wereld is, is een vergezicht op de Noordzee, de duinen, Den Haag en Scheveningen. Het behoort tot de 'Top 100 van de Rijksdienst voor de Monumentenzorg' uit 1990.
Het is in 1881 geschilderd door Hendrik Willem Mesdag, een beroemde kunstschilder uit de Haagse School. Hij was gespecialiseerd in het schilderen van zeegezichten. Zijn vrouw Sientje Mesdag-van Houten en de kunstschilders Théophile de Bock, George Hendrik Breitner en Bernard Blommers hebben ook een aanzienlijke bijdrage geleverd.

## Context
Panorama Mesdag stamt uit een periode waarin vele panorama's in Europa verschenen. Buiten de bestaande schilderijen vormde dit een wijze van volksvermaak in de 19e eeuw. Het was een van de beperkte mogelijkheden om toch een realistische blik te krijgen op een situatie elders.
Een tijdelijk panorama in Amsterdam 'De slag bij Algiers' in 1826 bleek een lucratieve onderneming. In Amsterdam werd in 1880 het Panoramagebouw geopend aan de Plantage Middenlaan met het werk Het Beleg van Haarlem van Pierre Tétar van Elven, bijgestaan door zijn vader Jan Baptist Tétar van Elven. In dezelfde periode kwam ook naar voren dat een deel van het publiek reeds bekend was met panorama's; het nieuwe was er af. Al tien jaar na opening kwam het Amsterdamse panoramagebouw in financiële moeilijkheden. In 1881 opende aan het Haagse Bezuidenhout het Panorama Bezuidenhout met het schilderij Panorama van Caïro als eerste in Den Haag. Het was niet nieuw en had eerder dienst gedaan in Parijs en Brussel.
Volgens sommigen diende het Panorama Mesdag als speculatieobject en dat in een periode dat het hoogtepunt van panorama's reeds bereikt werd. Hoewel de bezoekersaantallen tamelijk behoudend werden ingezet (30.000) ging de eerste onderneming, reeds spoedig failliet.

## Ontstaan
Boven op het Seinpostduin, toentertijd het hoogste duin van Scheveningen, werd ter plekke het uitzicht op een glazen cilinder getekend. Door er papier omheen te leggen, kon een platte weergave worden gemaakt. Door een lichtbron in het midden van de cilinder te zetten, kon de scène ook op het doek worden geprojecteerd.
De glazen cilinder die destijds gebruikt is om het panorama te schilderen, staat nog steeds in het midden.
Nadat alle voorbereidingen voltooid waren, kostte het Mesdag en zijn assistenten nog vier maanden om het kunstwerk te schilderen. Théophile de Bock richtte zich vooral op de lucht en de duinen, Breitner schilderde de cavalerie die op het strand aan het oefenen is en Blommers was verantwoordelijk voor de moeder met haar dochter die achter de afscheiding toekijken. Sientje Mesdag schilderde samen met Breitner het dorp Scheveningen. Mesdag zelf hield zich bezig met de boten en de zee.
Op het panorama heeft Mesdag zijn vrouw Sientje geschilderd in plaats van een handtekening wat gebruikelijk is op panoramaschilderijen. Ze zit op het strand onder een witte parasol voor haar schildersezel tussen de bomschuiten. Het schilderij heeft geen vernislaag.

## Beheer
Mesdag heeft het schilderij in eerste instantie in opdracht gemaakt voor een Belgisch bedrijf. Dit bedrijf ging failliet en Mesdag, die niet onbemiddeld was, heeft het toen teruggekocht. Daarna liet hij het eerst tentoonstellen in München, en niet lang daarna in het Panoramagebouw in Amsterdam, voordat het weer terugkwam naar Den Haag. Mesdag en zijn vrouw hadden geen kinderen meer sinds hun enige zoon Klaas in 1871 was overleden. Nog voor zijn overlijden schonk Mesdag het Panorama aan zijn 33 neven en nichten in de vorm van een NV. Panorama Mesdag wordt beheerd door de nazaten van de oorspronkelijke aandeelhouders, nu als cultuurhistorische familie-BV. 

## Huisvesting
Het museum bevindt zich aan de Zeestraat in Den Haag. Achter een oud herenhuis is de vaste Mesdag collectie te zien met veel strand- en zeegezichten en met werk van Sientje Mesdag-van Houten. Daarachter bevindt zich het door de architect/aannemer Gerard Klomp in 1880 gerealiseerde gebouw waarin het panorama is opgehangen. Door het glazen dak valt daglicht op het doek. Het zestienhoekige gebouw wordt geheel omgeven door de tuinen van de Canadese ambassade en de residenties van de Italiaanse en Britse ambassadeurs. Toen het zwembad aan de Mauritskade in 2007 werd afgebroken, was er tijdelijk zicht op het gebouw vanaf de straat.
De vrees van de directie van Panorama Mesdag dat de bouw van een tweelaagse parkeerkelder ten behoeve van het Hiltonhotel ter plaatse van de voormalige 's-Gravenhaagse zwem- en badinrichting 'de Mauritskade' schade zou veroorzaken aan het gebouw, bleek terecht. Niet alleen verzakte het panoramagebouw maar ook het dak liep schade op. De constructie daarvan is inmiddels verstevigd en oktober 2010 is de stabilisering van de panoramarotonde voltooid. Met de zogenoemde groutmethode is er via 64 holle pijpen een betonmengsel met steengruis onder en naast het gebouw ingespoten. Hiermee is het gebouw weer 4,5 mm opgevijzeld, terug naar de oorspronkelijke positie.
Het werk aan de parkeerkelder, dat al die tijd had stilgelegen, is voortgezet nadat de rotonde was gestabiliseerd en is inmiddels voltooid.
Op 23 februari 2011 werd door oud-minister Brinkhorst en zijn kleinzoon Claus-Casimir de eerste steen gelegd voor de uitbreiding van Panorama Mesdag. In het belendende pand, gelegen tussen het museum en het in 2010 geopende Hilton The Hague, zijn een tentoonstellingszaal, een museumwinkel en een museumcafé met dakterras gerealiseerd. Het voorhuis - waar vroeger de eerste directeur van Panorama Mesdag, Barbara van Houten woonde en werkte - is tegelijkertijd geheel gerestaureerd.
Op 28 maart 2015 werd Panorama Mesdag officieel heropend door burgemeester Jozias van Aartsen. Het vernieuwde museum trok in 2015 ruim 175.000 bezoekers, een verbetering van het record van 140.000, dat in 2014 werd bereikt.
Buiten het panoramaschilderij als blikvanger bezit het museum diverse schilderijen, voornamelijk van het echtpaar Mesdag-van Houten.
In een online toevoeging wordt bij een bepaalde markeerplaats aangaande bomschuiten en zeevisserij ten onrechte aangegeven dat deze schuiten gedurende honderden jaren in het voorjaar naar Shetland voeren om dáár op nieuwe haring te vissen. Dit is onjuist; dit recht kreeg pas zijn beslag vanaf 1857

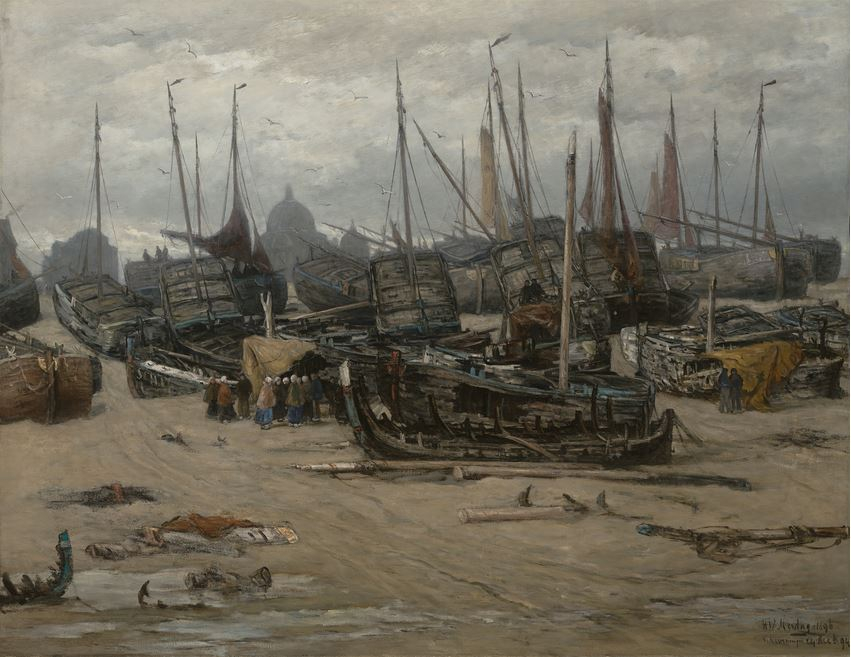
Na de storm, Hendrik Willem Mesdag
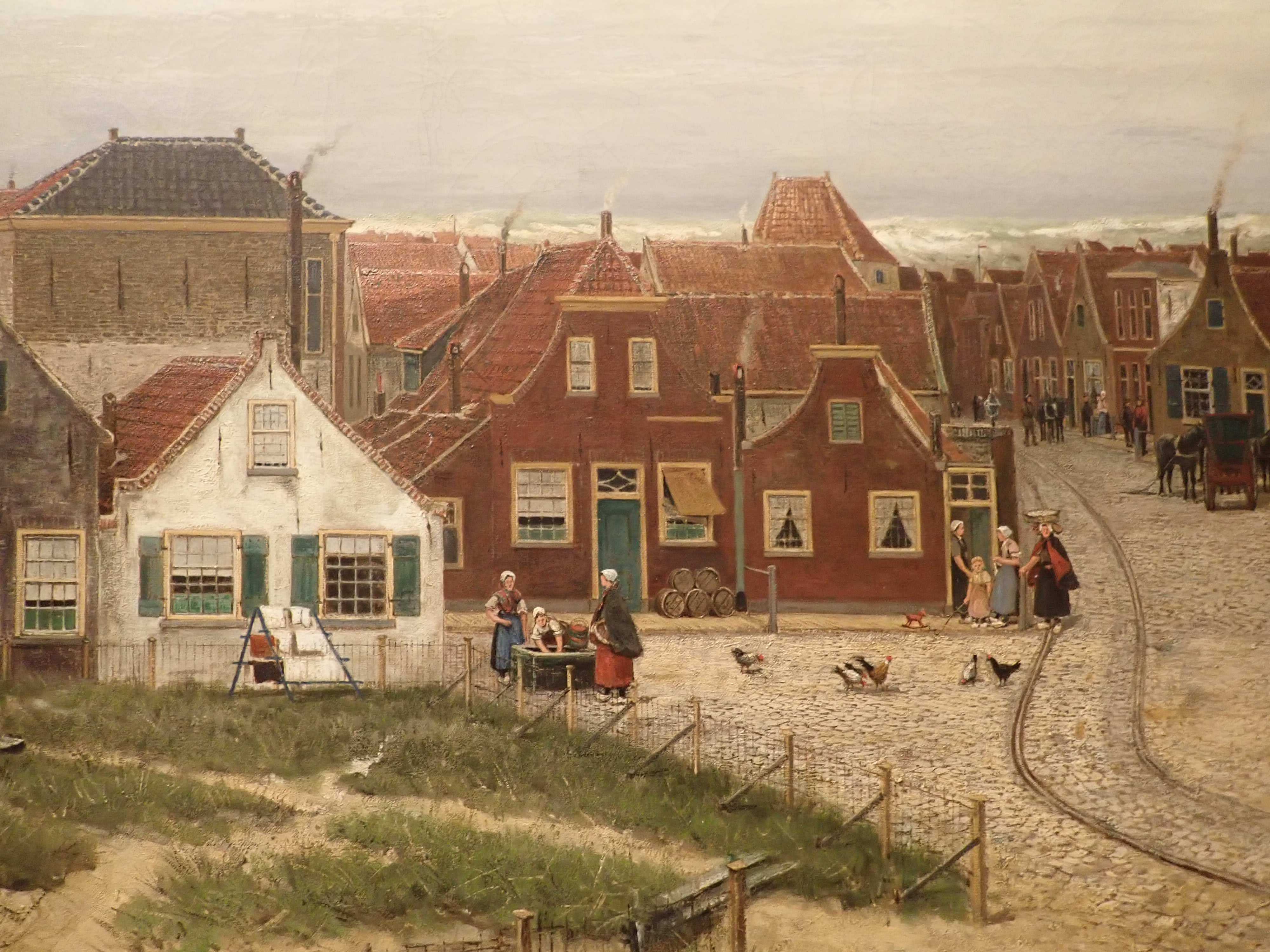
Dorp Scheveningen, Hendrik Willem Mesdag

## Trivia
- Een paar weken na de opening was Vincent van Gogh aanwezig, die over het panorama zei: "Het enige dat aan dit schilderij mankeert is dat er niets aan mankeert".
- Van augustus tot november 2006 was er de tentoonstelling 'De wereld rond', naar aanleiding van het 125-jarig bestaan van Panorama Mesdag.

In 2008 werd het dertiende venster van de watercanon van Nederland aan het Panorama Mesdag gewijd.